# 軍種対立

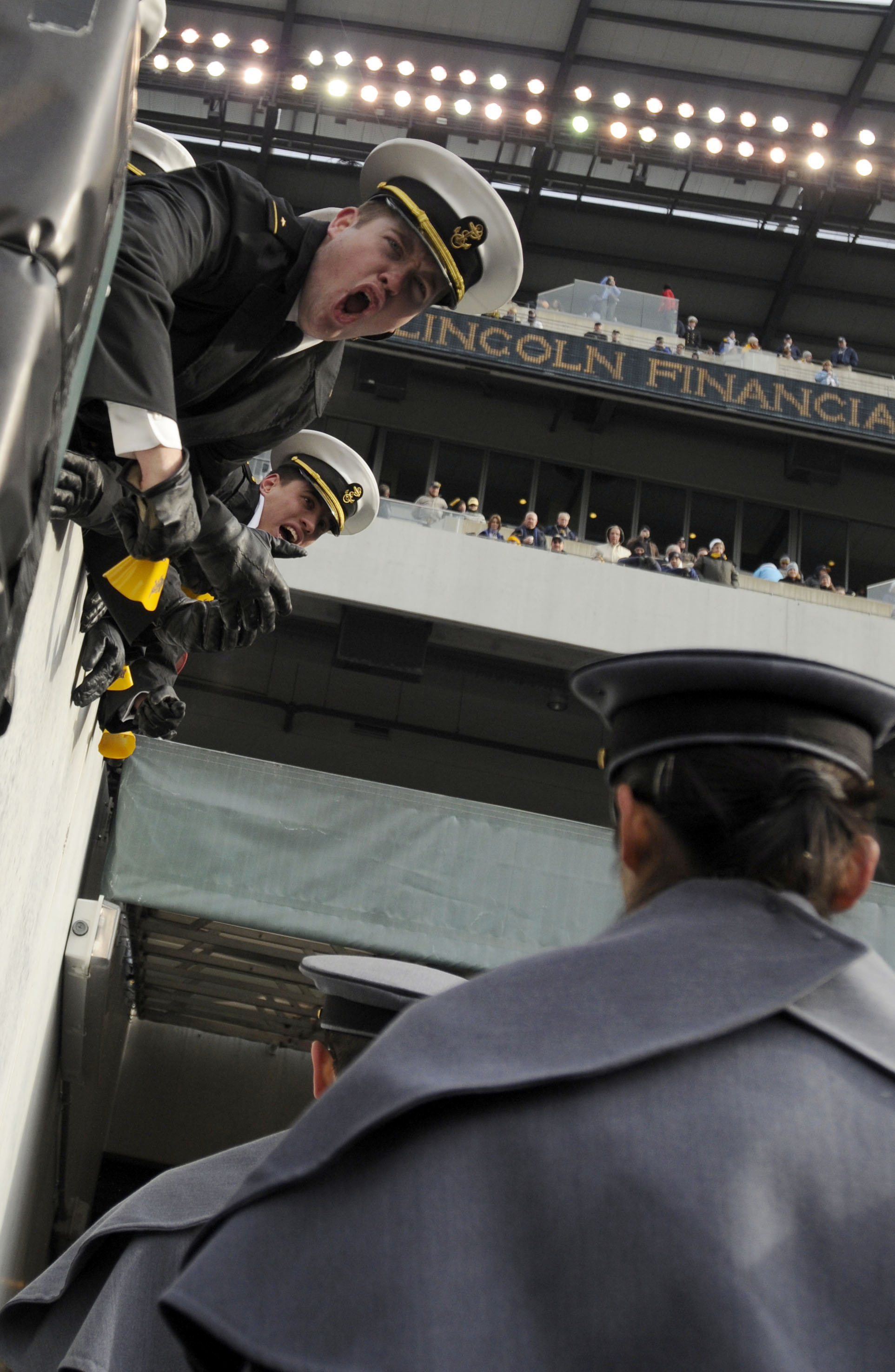
2008年の陸軍-海軍大学フットボールの試合の前に、米海軍士官学校のミッドシップマンが米陸軍士官学校の士官候補生を罵倒

軍種対立（ぐんしゅたいりつ、英語：interservice rivalry、インターサービス・ライバルリー）は、軍種間の予算や権益、リソースの確保や防衛戦略に係る対立を指す言葉である。インテリジェンス機関や警察機関、消防機関等でも使われる場合がある。軍種間対立（ぐんしゅかんたいりつ）、軍種間競争（ぐんしゅかんきょうそう）とも。
軍種対立は、軍事予算の配分や軍隊の威信、特定の種類の装備品の所有などをめぐって発生する。 後者の場合、たとえば、海軍による航空母艦の運用は、空軍が代々担ってきた責務を侵害するとみなされることがある。

## ケース

### 日本
大日本帝国陸軍と大日本帝国海軍の間の長期的な不和は、軍種対立の最も悪名高い例の1つである。明治時代にさかのぼるこの対立は、1930年代初頭に「北進論」と「南進論」の派閥として表われてくる。両派閥の目標は原材の確保、特に石油を所有する領土を占領することで、日本はその成長と経済を維持するために必要としていたが、それ自体を所有していなかった。北派は満州を経由してシベリアの天然資源を奪取することを提唱。これは陸軍が主要な役割を担うシナリオでもあった。南派は、石油が豊富なオランダ領東インドを奪取することを提唱。海軍が優勢になるシナリオである。さらに陸軍内でも皇道派と統制派が対立していた。
政府は軍部の暴走を止める能力がなく（統帥権干犯問題）、関東軍は満州事変、そして後に日中戦争、盧溝橋事件へとなだれ込む。しかし、日ソ国境紛争、ノモンハン事件によってソビエトの数と装甲の優位性から、シベリア北方へのこれ以上の拡大は不可能であることが示された。この失敗による陸軍の名声喪失により、日本は南進論そして太平洋戦争に傾いた。
帝国陸海軍の対立は、両者がそれぞれ戦闘機・爆撃機や原子爆弾を研究し、陸軍が独自の水陸両用歩兵部隊（海上軌道旅団）を開発して駆潜艇や空母を含む船や潜水艦を運用し、海軍が独自の歩兵と海兵隊を編成していたことにも現れている。
この競いには、ミッドウェー海戦による悲惨な結果を陸軍に知らせるのに数週間費やす日本海軍、といった例などもある。